# Pomerape
Pomerape je stratovulkán na severu Chile a na západě Bolívie. Nachází se v chilsko-bolivijské Západní Kordilleře, v Andách. Pleistocenní, starší Pomerape tvoří společně se stratovulkánem Parinacota dvojici vulkánů nazývanou Nevados de Payachata. Parinacota leží necelé 4 kilometry jihozápadně od Pomerape. Vulkány jsou tvořeny andezitem, trachyandezitem, dacitem a ryolitem.
Oba se nachází na území chilského Národního parku Lauca a bolivijského Národního parku Sajama. Pomerape je s nadmořskou výškou 6 282 metrů třicátou čtvrtou nejvyšší horou And.